# Beszcz
Beszcz – dawna wieś podkrakowska, obecnie wschodnia część miasta Krakowa (około 5 km od krakowskiej starówki), włączona do niego w 1911 roku razem z Dąbiem. Obecnie wchodzi w skład Dzielnicy II Grzegórzki. Beszcz stanowi zabudowania nad Wisłą, wzdłuż ulicy Niepołomskiej.
W XIX wieku wraz z pobliskim Głębinowem stanowił gminę jednostkową w powiecie krakowskim, liczącą w 1874 roku 85 mieszkańców (68 w Beszczu i 17 w Głębinowie). 1 kwietnia 1911 włączony do Krakowa